# 9-я понтонно-мостовая бригада
9-я понтонно-мостовая бригада — соединение инженерных войск Красной Армии во время Великой Отечественной и Советско-японской войн. Номер полевой почты — 92783.

## Боевой путь
Бригада сформирована 11 июня 1944 года на 1-м Прибалтийском фронте в составе: управление бригады, рота управления и шесть (37-й, 57-й, 60-й, 67-й, 86-й и 93-й) моторизированных понтонно-мостовых батальона.
Боевое крещение бригада получила в ходе Полоцкой наступательной операции, обеспечивая переправу войск через Западную Двину. Затем участвовала в Шяуляйской, Рижской и Мемельской наступательных операциях. 
В феврале 1945 года после расформирования 1-го Прибалтийского фронта бригада включена в состав 3-го Белорусского фронта. Участвовала в Кёнигсбергской и Земландской наступательных операциях. За отличие в боях за Кёнигсберг 17 мая 1945 года Приказом ВГК бригаде было присвоено наименование Кёнигсбергская.  28 мая 1945 года бригада награждена орденом Кутузова 2-й степени.
Летом 1945 года бригада передислоцирована на Дальний Восток, включена в состав Забайкальского фронта и в августе приняла участие в Хингано-Мукденской наступательной операции.
В августе 1946 года 9-я понтонно-мостовая бригада была расформирована.

### Командиры
- полковник Епифанов В. Д. (июнь — сентябрь 1944 года)
- подполковник Шредер Н. Ф. (сентябрь — октябрь 1944 года)
- полковник Коржов В. П. (октябрь 1944 года — июль 1946 года)

### Полное почётное наименование
В конце войны полное почётное наименование бригады звучало как: 9-я понтонно-мостовая Кёнигсбергская ордена Кутузова бригада. Входившие в состав бригады батальоны имели следующие почётные наименования:
- 37-й моторизованный понтонно-мостовой Полоцкий орденов Богдана Хмельницкого и Красной Звезды батальон;
- 57-й моторизованный понтонно-мостовой Краснознамённый ордена Александра Невского батальон;
- 60-й моторизованный понтонно-мостовой Краснознамённый ордена Александра Невского батальон.